# PiXA
PiXA（ピクサ）とはイラストに特化したソーシャル・ネットワーキング・サービス（SNS）である。2012年12月7日をもって全てのサービスを終了した。
コンテンツイノベーション株式会社が運営し、その後株式会社ソナーに運営会社が変更になっていた。自分の描いたイラストと趣味嗜好を表すバッジと呼ばれるアイコンを介したコミュニケーションが特徴だった。

## 歴史
- 2009年2月18日 - 登録制にて30名によるクローズドベータ版公開。その後、同年3月6日にオープンベータとしてサービスを開始した。
- 2011年7月25日頃 - カオスラウンジ騒動でpixivを離れることとなった描き手が流入し、トラフィックが前日までの100倍に膨れあがる嬉しい悲鳴があった。
- 2012年12月3日 - 12月7日をもってサービスを終了することが発表された[2]。
- 2012年12月7日 - 午後3時45分にサービス終了[3]。なお前日の12月6日には、PiXA公式Twitterアカウントから、サイトに繋がりにくい状況が完全に解決されることが無かったことに関してのお詫びの言葉がツイートされた[4]。